# Fonds spécial d'investissement routier
Le fonds spécial d'investissement routier (FSIR) est un fonds français créé en 1951, permettant à l'époque d'investir dans les infrastructures routières et autoroutières grâce à une taxe sur l'essence.